# Johnson Valley
Johnson Valley è una comunità non incorporata degli Stati Uniti d'America, situata nella contea di San Bernardino dello stato della California.

## Geografia fisica
Johnson Valley si trova nella regione dell'High Desert della California, tra la Victor Valley e il Morongo Basin. È delimitata a sud dalle San Bernardino Mountains, a ovest dalla Lucerne Valley e a sudest dalla Yucca Valley.